# Atletiek op de Paralympische Zomerspelen 2024 - Verspringen mannen T37
Het Verspringen voor mannen klasse T37 op de Paralympische Zomerspelen 2024 vond plaats van op 3 september in het Stade de France. Deze klasse is voor atleten met cerebrale parese Deze atleten hebben bewegings- en coördinatieproblemen aan één lichaamshelft. Ze kunnen goed bewegen aan hun dominante kant van hun lichaam. T37 atleten kunnen last hebben van kleine coördinatieproblemen. Titelverdediger was Vladyslav Zahrebelnyi uit Oekraïne, hij werd in 2024 opgevolgd door de Argentijn Brian Lionel Impellizzeri, Samson Opiyo uit Kenia behaalde het zilver en de Braziliaan Mateus Evangelista Cardoso won de bronzen medaille.

## Records
Voorafgaand aan het toernooi waren dit het wereldrecord en het Paralympisch record.
| Wereldrecord        | China Shang Guangxu | 6.77 | Rio de Janeiro | 13 september 2016 |
| Paralympisch record | China Shang Guangxu | 6.77 | Rio de Janeiro | 13 september 2016 |

## Uitslag
| Rang   | Atleet                     | Atleet | #1   | #2   | #3   | #4   | #5   | #6   | Resultaat | Bijz. |
| ------ | -------------------------- | ------ | ---- | ---- | ---- | ---- | ---- | ---- | --------- | ----- |
| Goud   | Brian Lionel Impellizzeri  | ARG    | 5.93 | 6.42 | 6.37 | 6.40 | 6.16 | x    | 6.42      |       |
| Zilver | Samson Opiyo               | KEN    | x    | 5.83 | 5.88 | 6.20 | 5.67 | 6.15 | 6.20      |       |
| Brons  | Mateus Evangelista Cardoso | BRA    | 5.77 | 6.20 | 6.01 | 5.90 | x    | 5.86 | 6.20      | SB    |
| 4      | Ali Olfatnia               | IRI    | 6.04 | 5.97 | 5.86 | 5.73 | 5.72 | x    | 6.04      |       |
| 5      | Muhammad Nazmi Nasri       | MAS    | 5.77 | 6.00 | x    | 5.79 | 5.90 | 5.83 | 6.00      |       |
| 6      | Vladyslav Zahrebelnyi      | UKR    | 5.68 | 5.96 | 5.59 | 5.91 | 5.80 | 5.84 | 5.96      | SB    |
| 7      | Viktoras Pentaras          | CYP    | 5.88 | 5.72 | 5.46 | 5.64 | 5.64 | 5.72 | 5.88      |       |
| 8      | Yeferson Suárez            | COL    | 5.60 | 5.71 | 5.55 | 5.26 | x    | 5.49 | 5.71      | PB    |
| 9      | Valentin Bertrand          | FRA    | 4.39 | 5.15 | 5.02 |      |      |      | 5.15      |       |